# Zalmhaven (voormalige haven)
De Zalmhaven was een haven in Rotterdam. De Zalmhaven lag aan de westkant van de Stadsdriehoek en stamde uit 1693. De Zalmhaven was gericht op de zalmvisserij, die in de 19e eeuw tot grote bloei kwam. Ook waren langs de Zalmhaven scheepswerven gevestigd.  

## Geschiedenis
Aan het eind van de zestiende eeuw maakte de haven van Rotterdam een enorme groei door. Omdat er behoefte was aan ruimte voor scheepswerven, werd net buiten de stadswal de Zalmhaven gegraven. Scheepstimmerwerven en houtkoperijen verhuisden vanuit de Boompjes hiernaartoe en de zalmvisserij bloeide op. De scheepstimmerwerven aan de Zalmhaven hadden ondertussen plaatsgemaakt voor loodwitfabrieken, gasfabrieken en houtopslagbedrijven, die nog weer later vervangen werden door scheepvaartkantoren. Door het industriële karakter kwam de Zalmhaven meer en meer ‘los’ te staan van het Scheepvaartkwartier. 
Bij het bombardement op Rotterdam in 1940 bleef de Zalmhaven grotendeels gespaard. Na de Tweede Wereldoorlog waren er geen noemenswaardige havengebonden activiteiten meer. In het kader van de wederopbouw van de Rotterdamse binnenstad moest een aantal kleine panden aan de Zalmhaven wijken voor grote, moderne kantoorgebouwen.

## Demping
In 1991 is de Zalmhaven gedempt voor de aanleg van de Erasmusbrug. Op de plaats van de haven werden daarna woontorens gebouwd, waaronder De Hoge Heren en de Zalmhaventoren.